# Трубниково (платформа)
Тру́бниково — железнодорожная платформа на московском направлении Санкт-Петербургского отделения Октябрьской железной дороги. Располагается на северо-восточной окраине посёлка Трубников Бор Тосненского района Ленинградской области, в 800 м к северо-востоку от автодороги М10 (E 105).
В 900 м к северо-востоку от станции начинается крупный садоводческий массив «Трубников Бор».
На платформе останавливаются все проходящие через неё электропоезда, за исключением следующих до Новгорода.

## Расписание электропоездов
- Расписание электропоездов Санкт-Петербург — Малая Вишера на сайте СЗППК (недоступная ссылка)
- Расписание электропоездов на Яндекс. Расписаниях
- Расписание электропоездов на tutu.ru